# Copa Argentina de Básquet 2006
La Copa Argentina de Básquet 2006 o tan solo Copa Argentina 2006 fue la quinta edición de este torneo oficial de pretemporada organizado por la Asociación de Clubes de Básquet. Contó con la participación de treinta equipos, dieciséis de la Liga Nacional de Básquet 2006-07 y catorce del Torneo Nacional de Ascenso 2006-07.
El campeón de esta edición fue Boca Juniors que ganó su quinto título de manera consecutiva, tras vencer en los tres partidos del cuadrangular final disputado en el Estadio Cubierto Claudio Newell de Rosario.
Esta copa destacó respecto a las precedentes por el cambio del formato de disputa en la primera fase, que pasó de ser un sistema de eliminación directa a tener ocho grupos donde los equipos se enfrentaban todos contra todos dos veces.

## Equipos participantes
| Liga Nacional de Básquet 2006-07 | Liga Nacional de Básquet 2006-07 | Liga Nacional de Básquet 2006-07 |
| Equipo                           | Ciudad                           |                                  |
| -------------------------------- | -------------------------------- | -------------------------------- |
| Atenas                           | Córdoba                          |                                  |
| Belgrano                         | San Nicolás                      |                                  |
| Ben Hur                          | Rafaela                          |                                  |
| Boca Juniors                     | Buenos Aires                     |                                  |
| Central Entrerriano              | Gualeguaychú                     |                                  |
| Ciclista Juninense               | Junín                            |                                  |
| Deportivo Madryn                 | Puerto Madryn                    |                                  |
| Estudiantes                      | Bahía Blanca                     |                                  |
| Gimnasia                         | Comodoro Rivadavia               |                                  |
| Libertad                         | Sunchales                        |                                  |
| Obras Sanitarias                 | Buenos Aires                     |                                  |
| Peñarol                          | Mar del Plata                    |                                  |
| Quilmes                          | Mar del Plata                    |                                  |
| Quimsa                           | Santiago del Estero              |                                  |
| Regatas Corrientes               | Corrientes                       |                                  |
| Sionista                         | Paraná                           |                                  |

| Torneo Nacional de Ascenso 2006-07 | Torneo Nacional de Ascenso 2006-07 | Torneo Nacional de Ascenso 2006-07 |
| Equipo                             | Ciudad                             |                                    |
| ---------------------------------- | ---------------------------------- | ---------------------------------- |
| Argentino                          | Junín                              |                                    |
| Alma Juniors                       | Esperanza                          |                                    |
| Asociación Española                | Charata                            |                                    |
| Ciclista Olímpico                  | La Banda                           |                                    |
| Echagüe                            | Paraná                             |                                    |
| El Nacional                        | Bahía Blanca                       |                                    |
| Ferro Carril Oeste                 | Buenos Aires                       |                                    |
| Gimnasia                           | La Plata                           |                                    |
| Independiente                      | Neuquén                            |                                    |
| La Unión de Formosa                | Formosa                            |                                    |
| Olimpia                            | Venado Tuerto                      |                                    |
| Pedro Echagüe                      | Buenos Aires                       |                                    |
| Regatas                            | San Nicolás                        |                                    |
| Unión                              | Sunchales                          |                                    |

## Modo de disputa
Primera fase
Los treinta equipos se dividieron en ocho grupos de cuatro y tres equipos cada uno, donde se enfrentaron entre sí a partidos de ida y vuelta. El criterio que se utilizó para la separación fue la cercanía geográfica. Esta primera instancia se llevó a cabo entre el 5 al 17 de septiembre.
Los primeros de cada grupo avanzaron a la siguiente fase. En caso de igualdad de puntos se recurrió a los enfrentamientos entre los equipos en cuestión, siendo favorable el desempate a aquel que hubiese sumado en primera instancia más partidos ganados, y en segunda instancia, más puntos sumados en ambos partidos.
Segunda fase
Los ocho participantes se agruparon en llaves de dos equipos cada una, donde se enfrentaron al mejor de tres partidos. Los cuatro ganadores clasificaron al cuadrangular final.
Cuadrangular final
El cuadrangular final se disputó todos contra todos en tres días, entre el 29 de septiembre y el 1 de octubre en sede única, el Estadio Claudio Newell en Rosario. El mejor equipo se consagró campeón.

## Primera fase

### Grupo 1
| Equipo           | Pts | PG | PP | TF  | TC  | Dif  |
| ---------------- | --- | -- | -- | --- | --- | ---- |
| Boca Juniors     | 12  | 6  | 0  | 525 | 421 | +104 |
| Obras Sanitarias | 10  | 4  | 2  | 508 | 480 | +28  |
| Gimnasia (LP)    | 7   | 1  | 5  | 429 | 503 | –74  |
| Pedro Echagüe    | 7   | 1  | 5  | 398 | 456 | –58  |

|  | Clasificado a la siguiente fase |

| Fecha            |                  | Partido | Partido | Partido |                  |
| ---------------- | ---------------- | ------- | ------- | ------- | ---------------- |
| 5 de septiembre  | Gimnasia (LP)    | 74      | -       | 100     | Boca Juniors     |
| 5 de septiembre  | Pedro Echagüe    | 77      | -       | 79      | Obras Sanitarias |
| 8 de septiembre  | Pedro Echagüe    | 64      | -       | 71      | Boca Juniors     |
| 8 de septiembre  | Gimnasia (LP)    | 82      | -       | 94      | Obras Sanitarias |
| 10 de septiembre | Obras Sanitarias | 83      | -       | 95      | Boca Juniors     |
| 10 de septiembre | Gimnasia (LP)    | 60      | -       | 66      | Pedro Echagüe    |
| 13 de septiembre | Boca Juniors     | 88      | -       | 58      | Gimnasia (LP)    |
| 13 de septiembre | Obras Sanitarias | 80      | -       | 66      | Pedro Echagüe    |
| 15 de septiembre | Boca Juniors     | 90      | -       | 67      | Pedro Echagüe    |
| 15 de septiembre | Obras Sanitarias | 97      | -       | 79      | Gimnasia (LP)    |
| 17 de septiembre | Pedro Echagüe    | 58      | -       | 76      | Gimnasia (LP)    |
| 17 de septiembre | Boca Juniors     | 81      | -       | 75      | Obras Sanitarias |

### Grupo 2
| Equipo              | Pts | PG | PP | TF  | TC  | Dif |
| ------------------- | --- | -- | -- | --- | --- | --- |
| Argentino (J)       | 10  | 4  | 2  | 479 | 457 | +22 |
| Ciclista Juninense  | 10  | 4  | 2  | 470 | 428 | +42 |
| Central Entrerriano | 9   | 3  | 3  | 518 | 496 | +22 |
| Ciudad de Bragado   | 7   | 1  | 5  | 435 | 521 | –86 |

|  | Clasificado a la siguiente fase |

| Fecha            |                     | Partido | Partido | Partido |                     |
| ---------------- | ------------------- | ------- | ------- | ------- | ------------------- |
| 5 de septiembre  | Ciudad de Bragado   | 88      | -       | 83      | Argentino (J)       |
| 6 de septiembre  | Ciclista Juninense  | 88      | -       | 78      | Central Entrerriano |
| 8 de septiembre  | Ciclista Juninense  | 72      | -       | 51      | Ciudad de Bragado   |
| 8 de septiembre  | Central Entrerriano | 89      | -       | 95      | Argentino (J)       |
| 10 de septiembre | Ciclista Juninense  | 71      | -       | 69      | Argentino (J)       |
| 10 de septiembre | Central Entrerriano | 102     | -       | 85      | Ciudad de Bragado   |
| 13 de septiembre | Central Entrerriano | 90      | -       | 75      | Ciclista Juninense  |
| 13 de septiembre | Argentino (J)       | 83      | -       | 67      | Ciudad de Bragado   |
| 15 de septiembre | Ciudad de Bragado   | 62      | -       | 90      | Ciclista Juninense  |
| 15 de septiembre | Argentino (J)       | 71      | -       | 68      | Central Entrerriano |
| 17 de septiembre | Ciudad de Bragado   | 82      | -       | 91      | Central Entrerriano |
| 17 de septiembre | Argentino (J)       | 78      | -       | 74      | Ciclista Juninense  |

### Grupo 3
| Equipo                 | Pts | PG | PP | TF  | TC  | Dif |
| ---------------------- | --- | -- | -- | --- | --- | --- |
| Sionista               | 11  | 5  | 1  | 526 | 435 | +91 |
| Belgrano (San Nicolás) | 9   | 3  | 3  | 496 | 481 | +15 |
| Regatas (San Nicolás)  | 8   | 2  | 4  | 427 | 500 | –73 |
| Echagüe                | 8   | 2  | 4  | 441 | 474 | –33 |

|  | Clasificado a la siguiente fase |

| Fecha            |               | Partido | Partido | Partido |               |
| ---------------- | ------------- | ------- | ------- | ------- | ------------- |
| 5 de septiembre  | Regatas (SN)  | 87      | -       | 74      | Echagüe       |
| 5 de septiembre  | Sionista      | 100     | -       | 78      | Belgrano (SN) |
| 6 de septiembre  | Echagüe       | 90      | -       | 86      | Belgrano (SN) |
| 8 de septiembre  | Regatas (SN)  | 78      | -       | 92      | Sionista      |
| 10 de septiembre | Regatas (SN)  | 77      | -       | 76      | Belgrano (SN) |
| 10 de septiembre | Echagüe       | 78      | -       | 69      | Sionista      |
| 13 de septiembre | Echagüe       | 78      | -       | 69      | Regatas (SN)  |
| 13 de septiembre | Belgrano (SN) | 91      | -       | 87      | Sionista      |
| 15 de septiembre | Sionsita      | 91      | -       | 55      | Regatas (SN)  |
| 15 de septiembre | Belgrano (SN) | 76      | -       | 66      | Echagüe       |
| 17 de septiembre | Sionista      | 88      | -       | 72      | Echagüe       |
| 17 de septiembre | Belgrano (SN) | 89      | -       | 61      | Regatas (SN)  |

### Grupo 4
| Equipo              | Pts | PG | PP | TF  | TC  | Dif |
| ------------------- | --- | -- | -- | --- | --- | --- |
| Regatas Corrientes  | 8   | 4  | 0  | 349 | 292 | +57 |
| Asociación Española | 5   | 1  | 3  | 318 | 348 | –30 |
| La Unión de Formosa | 5   | 1  | 3  | 303 | 330 | –27 |

|  | Clasificado a la siguiente fase |

| Fecha            |                     | Partido | Partido | Partido |                     |
| ---------------- | ------------------- | ------- | ------- | ------- | ------------------- |
| 5 de septiembre  | Regatas (C)         | 88      | -       | 65      | La Unión de Formosa |
| 8 de septiembre  | Regatas (C)         | 99      | -       | 77      | Asoc. Española      |
| 10 de septiembre | La Unión de Formosa | 75      | -       | 74      | Asoc. Española      |
| 13 de septiembre | La Unión de Formosa | 75      | -       | 76      | Regatas (C)         |
| 15 de septiembre | Asoc. Española      | 75      | -       | 86      | Regatas (C)         |
| 17 de septiembre | Asoc. Española      | 92      | -       | 88      | La Unión de Formosa |

### Grupo 5
| Equipo                     | Pts | PG | PP | TF  | TC  | Dif |
| -------------------------- | --- | -- | -- | --- | --- | --- |
| Peñarol                    | 10  | 4  | 2  | 437 | 410 | +27 |
| Quilmes                    | 10  | 4  | 2  | 440 | 422 | +18 |
| Estudiantes (Bahía Blanca) | 8   | 2  | 4  | 467 | 477 | –10 |
| El Nacional (Bahía Blanca) | 8   | 2  | 4  | 441 | 476 | –35 |

|  | Clasificado a la siguiente fase |

| Fecha            |                  | Partido | Partido | Partido |                  |
| ---------------- | ---------------- | ------- | ------- | ------- | ---------------- |
| 5 de septiembre  | Estudiantes (BB) | 84      | -       | 86      | El Nacional (BB) |
| 6 de septiembre  | Quilmes          | 55      | -       | 63      | Peñarol          |
| 8 de septiembre  | Quilmes          | 80      | -       | 73      | Estudiantes (BB) |
| 8 de septiembre  | El Nacional (BB) | 77      | -       | 78      | Peñarol          |
| 10 de septiembre | Quilmes          | 84      | -       | 65      | El Nacional (BB) |
| 10 de septiembre | Estudiantes (BB) | 72      | -       | 62      | Peñarol          |
| 13 de septiembre | Estudiantes (BB) | 82      | -       | 88      | Quilmes          |
| 13 de septiembre | Peñarol          | 72      | -       | 75      | El Nacional (BB) |
| 15 de septiembre | El Nacional (BB) | 63      | -       | 73      | Quilmes          |
| 15 de septiembre | Peñarol          | 86      | -       | 71      | Estudiantes (BB) |
| 17 de septiembre | El Nacional (BB) | 75      | -       | 85      | Estudiantes (BB) |
| 17 de septiembre | Peñarol          | 76      | -       | 60      | Quilmes          |

### Grupo 6
| Equipo            | Pts | PG | PP | TF  | TC  | Dif |
| ----------------- | --- | -- | -- | --- | --- | --- |
| Gimnasia (CR)     | 7   | 3  | 1  | 351 | 324 | +27 |
| Deportivo Madryn  | 6   | 2  | 2  | 358 | 347 | +11 |
| Independiente (N) | 5   | 1  | 3  | 342 | 380 | –38 |

|  | Clasificado a la siguiente fase |

| Fecha            |                   | Partido | Partido | Partido |                   |
| ---------------- | ----------------- | ------- | ------- | ------- | ----------------- |
| 5 de septiembre  | Gimnasia (CR)     | 82      | -       | 76      | Deportivo Madryn  |
| 8 de septiembre  | Gimnasia (CR)     | 100     | -       | 77      | Independiente (N) |
| 10 de septiembre | Deportivo Madryn  | 90      | -       | 79      | Independiente (N) |
| 13 de septiembre | Deportivo Madryn  | 84      | -       | 87      | Gimnasia (CR)     |
| 15 de septiembre | Independiente (N) | 87      | -       | 82      | Gimnasia (CR)     |
| 17 de septiembre | Independiente (N) | 99      | -       | 108     | Deportivo Madryn  |

### Grupo 7
| Equipo            | Pts | PG | PP | TF  | TC  | Dif  |
| ----------------- | --- | -- | -- | --- | --- | ---- |
| Libertad          | 11  | 5  | 1  | 474 | 353 | +121 |
| Ben Hur           | 10  | 4  | 2  | 436 | 429 | +7   |
| Unión (Sunchales) | 9   | 3  | 3  | 439 | 471 | –32  |
| Alma Juniors      | 6   | 0  | 6  | 420 | 516 | –96  |

|  | Clasificado a la siguiente fase |

| Fecha            |              | Partido | Partido | Partido |              |
| ---------------- | ------------ | ------- | ------- | ------- | ------------ |
| 5 de septiembre  | Ben Hur      | 76      | -       | 68      | Unión (S)    |
| 5 de septiembre  | Libertad     | 71      | -       | 61      | Alma Juniors |
| 7 de septiembre  | Ben Hur      | 70      | -       | 67      | Libertad     |
| 8 de septiembre  | Unión (S)    | 92      | -       | 82      | Alma Juniors |
| 10 de septiembre | Ben Hur      | 78      | -       | 66      | Alma Juniors |
| 10 de septiembre | Unión (S)    | 49      | -       | 90      | Libertad     |
| 13 de septiembre | Unión (S)    | 75      | -       | 67      | Ben Hur      |
| 13 de septiembre | Alma Juniors | 53      | -       | 95      | Libertad     |
| 15 de septiembre | Libertad     | 74      | -       | 54      | Ben Hur      |
| 15 de septiembre | Alma Juniors | 79      | -       | 89      | Unión (S)    |
| 17 de septiembre | Libetad      | 77      | -       | 66      | Unión (S)    |
| 17 de septiembre | Alma Juniors | 79      | -       | 91      | Ben Hur      |

### Grupo 8
| Equipo            | Pts | PG | PP | TF  | TC  | Dif |
| ----------------- | --- | -- | -- | --- | --- | --- |
| Atenas            | 10  | 4  | 2  | 591 | 534 | +57 |
| Quimsa            | 10  | 4  | 2  | 569 | 537 | +32 |
| Olimpia (VT)      | 9   | 3  | 3  | 512 | 518 | –6  |
| Ciclista Olímpico | 7   | 1  | 5  | 470 | 553 | –83 |

|  | Clasificado a la siguiente fase |

| Fecha            |                   | Partido | Partido | Partido |                   |
| ---------------- | ----------------- | ------- | ------- | ------- | ----------------- |
| 5 de septiembre  | Ciclista Olímpico | 74      | -       | 98      | Quimsa            |
| 6 de septiembre  | Atenas            | 89      | -       | 98      | Olimpia (VT)      |
| 8 de septiembre  | Ciclista Olímpico | 80      | -       | 95      | Atenas            |
| 8 de septiembre  | Quimsa            | 86      | -       | 85      | Olimpia (VT)      |
| 10 de septiembre | Ciclista Olímpico | 95      | -       | 79      | Olimpia (VT)      |
| 10 de septiembre | Quimsa            | 107     | -       | 96      | Atenas            |
| 13 de septiembre | Quimsa            | 87      | -       | 79      | Ciclista Olímpico |
| 13 de septiembre | Olimpia (VT)      | 79      | -       | 85      | Atenas            |
| 15 de septiembre | Atenas            | 112     | -       | 67      | Ciclista Olímpico |
| 15 de septiembre | Olimpia (VT)      | 89      | -       | 88      | Quimsa            |
| 17 de septiembre | Atenas            | 114     | -       | 93      | Quimsa            |
| 17 de septiembre | Olimpia (VT)      | 82      | -       | 75      | Ciclista Olímpico |

## Segunda fase
Nota: Tuvieron ventaja de localía los equipos ubicados en la primera línea.
| Equipo        | Partidos | Partidos | Partidos | Serie |
| ------------- | -------- | -------- | -------- | ----- |
| Boca Juniors  | 99       | 108      | —        | 2     |
| Argentino (J) | 66       | 73       | —        |       |

| Equipo             | Partidos | Partidos | Partidos | Serie |
| ------------------ | -------- | -------- | -------- | ----- |
| Regatas Corrientes | 75       | 76       | —        | 2     |
| Sionista           | 74       | 74       | —        | 0     |

| Equipo        | Partidos | Partidos | Partidos | Serie |
| ------------- | -------- | -------- | -------- | ----- |
| Peñarol       | 98       | 69       | —        | 2     |
| Gimnasia (CR) | 94       | 65       | —        | 0     |

| Equipo   | Partidos | Partidos | Partidos | Serie |
| -------- | -------- | -------- | -------- | ----- |
| Libertad | 74       | 71       | —        | 2     |
| Atenas   | 71       | 56       | —        | 0     |

## Cuadrangular final
| Equipo             | Pts | PG | PP | TF  | TC  | Dif  |
| ------------------ | --- | -- | -- | --- | --- | ---- |
| Boca Juniors       | 6   | 3  | 0  | 242 | 218 | + 24 |
| Peñarol            | 5   | 2  | 1  | 239 | 220 | + 19 |
| Libertad           | 4   | 1  | 2  | 193 | 218 | - 25 |
| Regatas Corrientes | 3   | 0  | 3  | 227 | 245 | - 3  |

| Fecha            |              | Partido | Partido | Partido |              |
| ---------------- | ------------ | ------- | ------- | ------- | ------------ |
| 29 de septiembre | Libertad     | 61      | -       | 79      | Peñarol      |
| 29 de septiembre | Boca Juniors | 91      | -       | 80      | Regatas (C)  |
| 30 de septiembre | Boca Juniors | 68      | -       | 58      | Libertad     |
| 30 de septiembre | Peñarol      | 80      | -       | 76      | Regatas (C)  |
| 1 de octubre     | Regatas (C)  | 71      | -       | 74      | Libertad     |
| 1 de octubre     | Peñarol      | 80      | -       | 83      | Boca Juniors |

Boca Juniors

Campeón

Quinto título

## Plantel campeón
| Jugador            |
| ------------------ |
| Raymundo Legaria   |
| Gustavo Oroná      |
| Matías Sandes      |
| Matías Fioretti    |
| Martín Leiva       |
| Leonardo Gutiérrez |
| Lázaro Borrell     |
| Damon Williams     |
| Luis Cequeira      |

Entrenador:  Eduardo Cadillac